# غويلرمو توريس (مصارع رياضي)
غويلرمو توريس (بالإسبانية: Guillermo Torres Cervantes)‏ هو مصارع رياضي مكسيكي، ولد في 19 أغسطس 1986 في غوادالاخارا في المكسيك.

## وصلات خارجية
- غويلرمو توريس على موقع شيردوغ (الإنجليزية)
- غويلرمو توريس على موقع Tapology.com (الإنجليزية)
- غويلرمو توريس على موقع قاعدة بيانات المصارعة الدولية (الإنجليزية)
- غويلرمو توريس على موقع أوليمبيديا (الإنجليزية)